# هازل آر أوليري
هيزل ريد أوليري (بالإنجليزية: Hazel Reid O'Leary)‏ (و. 1937 – م) هي سياسية، ومحامية من الولايات المتحدة. ولدت في نيوبورت نيوز. تولت منصب وزير الطاقة في الولايات المتحدة (22 يناير 1993–20 يناير 1997) في إدارة الرئيس بيل كلينتون. كانت أول امرأة وأول أمريكية من أصل أفريقي تشغل هذا المنصب. شغلت منصب رئيس جامعة فيسك من 2004 إلى 2013، وهي جامعة سوداء وقد تخرجت منها.
تلقت أوليري درجة البكالوريوس من فيسك قبل أن تحصل على درجة البكالوريوس في القانون من كلية روتجرز للقانون. عملت أوليري كمدع عام في نيوجيرسي ثم في شركة استشارة ومحاسبة خاصة قبل انضمامها إلى إدارة كارتر. عادت أوليري إلى القطاع الخاص وانضمت مرة أخرى إلى الحكومة كأول وزير للطاقة في إدارة كلينتون. قامت أوليري في هذا المنصب بالكشف عن وثائق قديمة عن كيفية إجراء الولايات المتحدة في السابق لاختبارات سرية عن آثار الإشعاع على البشر.

## روابط خارجية
- هازل آر أوليري على موقع مونزينجر (الألمانية)
- هازل آر أوليري على موقع إن إن دي بي (الإنجليزية)